# Jan Peter Toennies
Jan Peter Toennies (* 3. Mai 1930 in Philadelphia) ist ein deutsch-US-amerikanischer Physiker und Chemiker, der Direktor am Max-Planck-Institut für Strömungsforschung in Göttingen war.

## Biografie
Toennies ist der Sohn deutscher Einwanderer (Gerrit Toennies) und Enkel des Soziologen Ferdinand Tönnies. Er wuchs in Lower Merion in Pennsylvania auf. Er studierte am Amherst College (Bachelor-Abschluss 1952) sowie der Brown University, wo er 1957 in Chemie promovierte. 1953/54 war er als Fulbright-Stipendiat an der Universität Göttingen und ab 1957 als Post-Doc mit einem Stipendium der DFG bei Wolfgang Paul an der Universität Bonn, dessen wissenschaftlicher Assistent er war. 1965 habilitierte er sich dort und wurde Privatdozent. Von 1965 bis 1974 war er außerdem Gastprofessor für Physikalische Chemie an der Universität Göteborg.
Ab 1969 war er am Max-Planck-Institut für Strömungsforschung in Göttingen, dessen Ausrichtung in Richtung Molekülphysik er 1969 einleitete und dessen Direktor er bis 1998 war. Danach leitete er aber weiter die experimentelle Molekularstrahlgruppe als geschäftsführender Direktor bis 2004. In dieser Zeit wurde das Institut auch auf nichtlineare Dynamik neu ausgerichtet und heißt nun Max-Planck-Institut für Dynamik und Selbstorganisation. Ab 1971 war er auch Professor in Göttingen (und Honorarprofessor in Bonn).
Toennies befasste sich mit Molekül- und Festkörperphysik, zum Beispiel Molekularstrahlexperimente, Streuung von Festkörperoberflächen, Expansionsexperimente mit flüssigem Helium, Untersuchung von Clustern von Molekülen (einschließlich Diffraktionsexperimenten) und Nanotröpfchen. Unter anderem konnte seine Arbeitsgruppe die Superfluidität in Wasserstoff-Clustern nachweisen.
Er ist seit 1990 korrespondierendes Mitglied der Akademie der Wissenschaften zu Göttingen, deren Physik-Preis er 1964 erhielt. 1992 erhielt er mit Giorgio Benedek den Max-Planck-Forschungspreis. Seit 1993 ist er Mitglied der Leopoldina. 2002 erhielt er die Stern-Gerlach-Medaille, 2006 die Benjamin Franklin Medal in Physik und 2022 den Premio Enrico Fermi. Er ist Ehrendoktor des Amherst College und der Universität Göteborg.
Toennies ist seit 1966 verheiratet und hat zwei Töchter.

## Schriften
- E. F. Greene, J. Peter Toennies: Chemische Reaktionen in Stoßwellen, Dr. Dietrich Steinkopff Verlag, Darmstadt, 1959
- E. F. Greene, J. Peter Toennies: Chemical Reactions in Shock Waves, Edward Arnold (Publishers) Ltd. London, 1964
- Zdenek Herman: Jan Peter Toennies on his 65th Birthday, Berichte der Bunsenges. Phys. Chem., Bd. 99, 1995, S. 781–782
- J. Peter Toennies: Serendipitous meanderings and adventures with molecular beams, Annual Rev. Phys. Chem., Bd. 55, 2004, S. 1–33
- G. Benedek, J. Peter Toennies: Atomic Scale Dynamics at Surfaces: Theory and Experimental Studies with Helium Atom Scattering, Springer, Heidelberg, 2018

## Verweise
1. ↑  Wachsende Cluster, Pro Physik 2004
2. ↑  Mitgliedseintrag von Prof. Dr. J. Peter Toennies bei der Deutschen Akademie der Naturforscher Leopoldina, abgerufen am 22. Juli 2016.

| Personendaten    | Personendaten                                   |
| ---------------- | ----------------------------------------------- |
| NAME             | Toennies, Jan Peter                             |
| KURZBESCHREIBUNG | deutsch-US-amerikanischer Physiker und Chemiker |
| GEBURTSDATUM     | 3. Mai 1930                                     |
| GEBURTSORT       | Philadelphia                                    |